# Certidão de Identidade

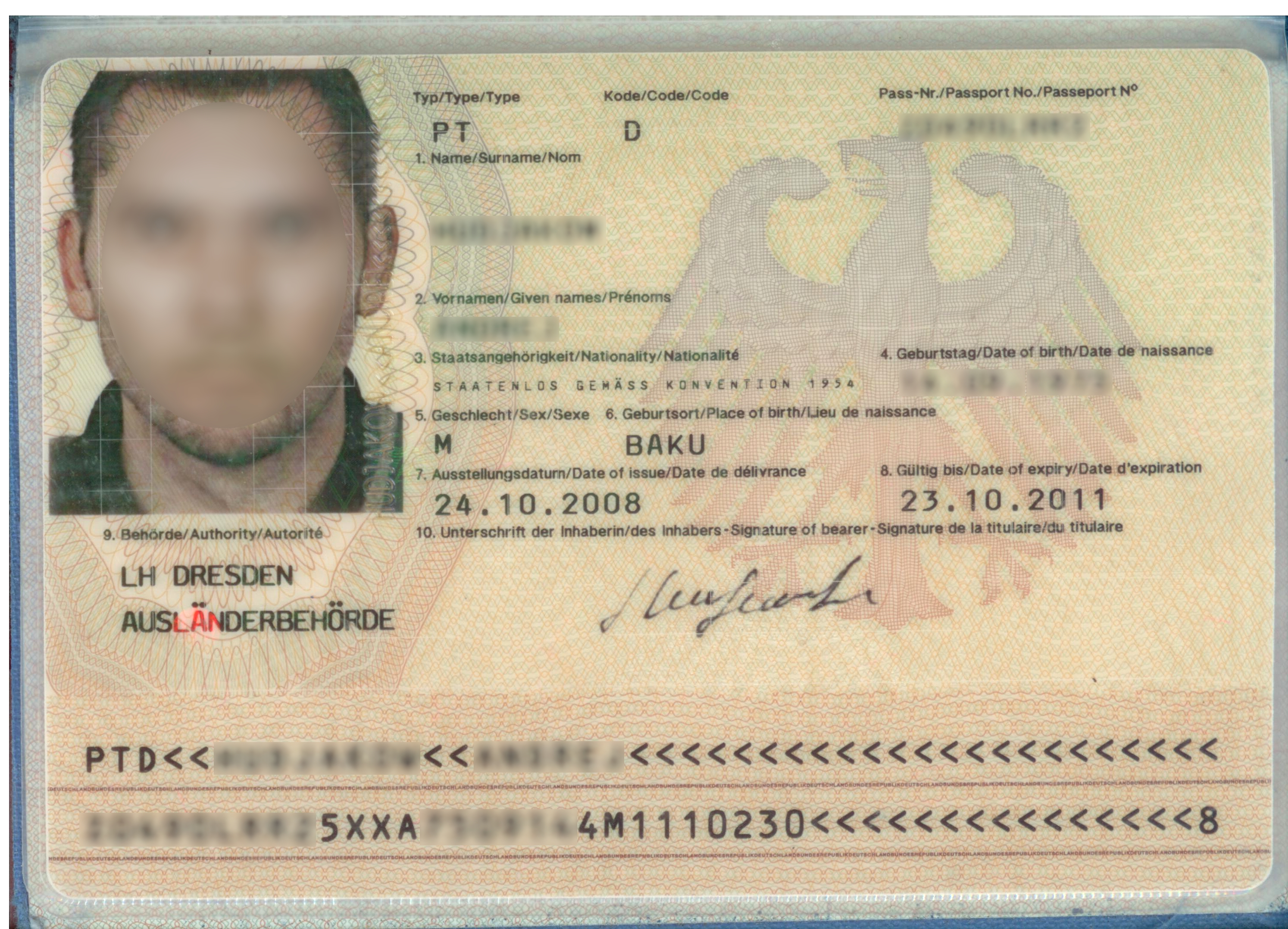
Uma certidão de identidade emitida na Alemanha em 2008

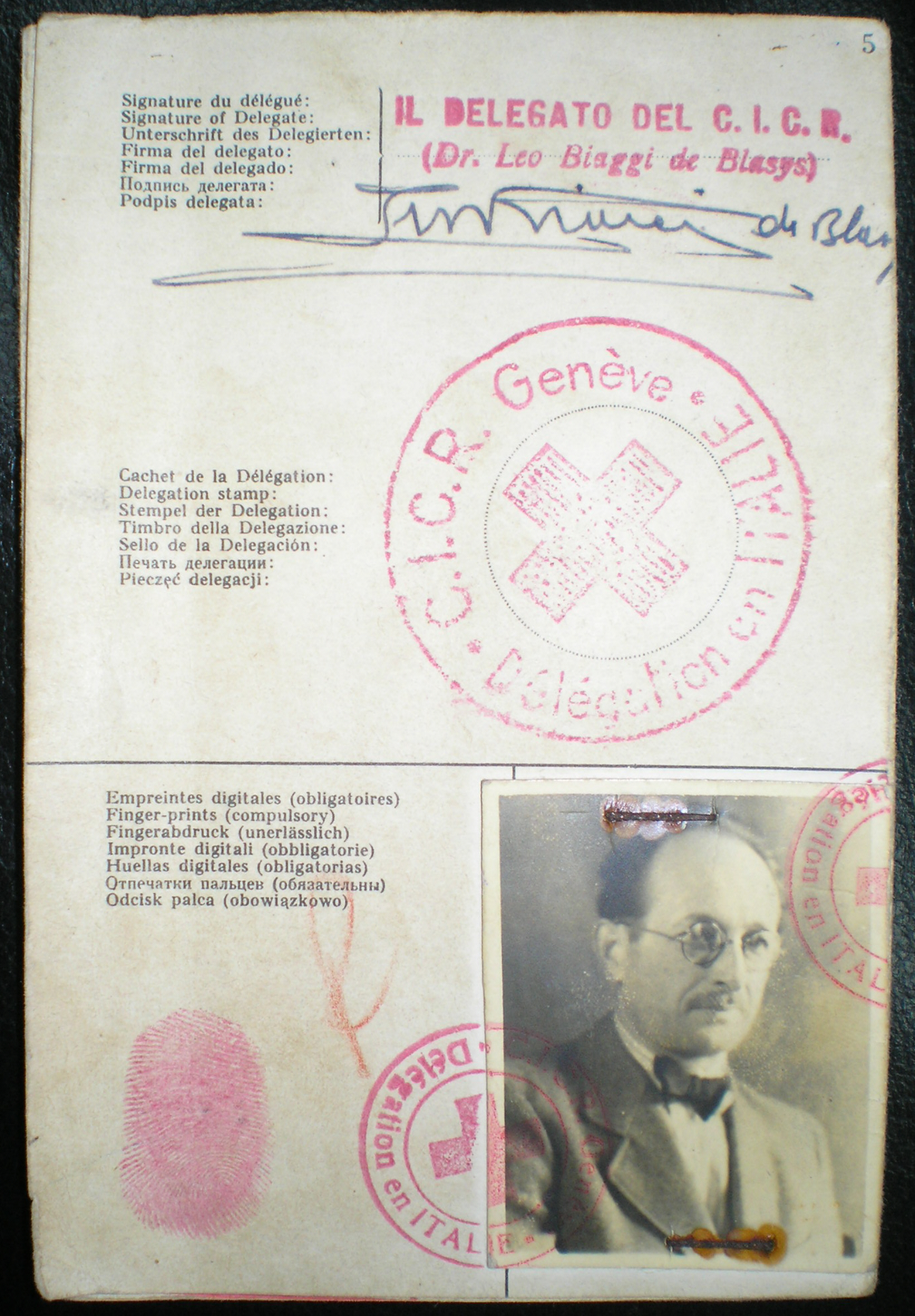
Uma certidão de identidade da Cruz Vermelha de Adolf Eichmann utilizada para entrar na Argentina sob o falso nome de Ricardo Klement em 1950, emitida pela delegação italiana da Cruz Vermelha, em Genebra.

Uma certidão de identidade, às vezes chamada de passaporte para estrangeiro, é um documento de viagem emitido por um país para não-cidadãos (também chamados de estrangeiros) que residem dentro de suas fronteiras, que são apátridas ou impossibilitados de obter um passaporte de seu país de nacionalidade (também chamados de refugiados). Alguns estados também emitem certidões de identidade para os seus próprios cidadãos como uma forma de passaporte de emergência ou no lugar de um passaporte. As exigências de visto para certidões de identidade podem ser diferentes daqueles para passaportes comuns.

## Tipos de certidão de identidade

### Documentos da Convenção de 1951 (para refugiados)
Uma certidão de identidade emitida para um refugiado é também conhecida como título de viagem da Convenção de 1951, em referência à Convenção Relativa ao Estatuto dos Refugiados de 1951. 80 países são signatários na Convenção de 1954 e de 145 países são signatários da Convenção de 1951. 146 países são signatários do Protocolo Relativo ao Estatuto dos Refugiados de 1967. Notadamente, o Estados Unidos não é um país signatário da Convenção, mas fornece documentos de viagem aos seus residentes permanentes em situação legal, como um Permissão de Reentrada ou um documento de viagem de refugiado, nos termos do Protocolo.

### Documentos da Convenção de 1954 (para apátridas)
Uma certidão de identidade emitida para um apátrida é também conhecida como documento de viagem da Convenção de 1954, em referência à Convenção de 1954 sobre o Estatuto dos Apátridas de 1954.
Diferentemente de um documento de viagem para refugiado, uma certidão de identidade emitida pela maioria dos países não autoriza o seu portador a regressar ao país emissor.

### Outros documentos
Documentos de viagem que não pertencem à Convenção são documentos de viagem emitidos por um país a residentes não-cidadãos (também chamado de estrangeiros) que não têm acesso ao setor de passaporte de seus países de origem, que não são reconhecidos como refugiados da Convenção e não são legalmente apátridas de acordo Convenção sobre o Estatuto dos Apátridas de 1954 (ou o país em que residem não são signatários desta convenção).
Nestes casos não há nenhuma definição formal de um acordo internacional para regulamentar a emissão de documentos de viagem para essas pessoas, embora a maioria dos países emita sua própria versão de um documento de viagem que não pertence à Convenção para os residentes. Estes documentos estão em conformidade com os padrões internacionais ICAO para documentos de identidade. Eles são conhecidos também como um Passaportes para Estrangeiro na Europa, Escandinávia e Brasil e como uma certidão de identidade no Reino Unido, Austrália e Hong Kong.

## Exemplos
Certidões de identidade são emitidas sob diversos nomes, comoː
- Austrália - Certidão de Identidade Australiana
- Canadá - Certidão de Identidade Canadense
- Estônia - Passaporte estoniano para Estrangeiros
- França - Titre de séjour